# نهر بوتان
نهر بوتان (بالتركية: Botan Çayı)‏ هو أحد روافد نهر دجلة، يبلغ طوله حوالي 100 كلم. ينبع من محافظة وان ويمر عبر تيلو وسعرد ويصب في نهر في قرية بوستانيك. في سنة 2008 تم بناء سد ألكومورو عليه.